# ビナパクリル
ビナパクリル（Binapacryl）は、ダニ駆除剤および殺菌剤（防かび剤）の一つ。化学的にはジノセブのエステル誘導体である。ビナパクリル自体にも弱い毒性があるが、毒性のあるジノセブに容易に代謝される。
ビナパクリルの国際貿易はロッテルダム条約により規制されている。